# La Paz (escultura)
La Paz és una escultura urbana al carrer Tigre Juan del barrio de La Carisa, pertanyent a La Corredoria (població de la parròquia d'Oviedo (Astúries, Espanya). Fou esculpida el 1995 per l'artista aficionat ovetense, Emilio García, "Escotet". El conjunt escultòric està format per una piràmide constituïda per plaques de vius colors (blau, groc i vermell), que descansen en una base hexagonal que s'utilitza com a banc. A la part més elevada de la piràmide, un colom, en actitud de vol, desenganxa de tres mans obertes.